# Scott Pruett
Scott Donald Pruett, né le 24 mars 1960 à Roseville, (Californie), est un pilote automobile américain. 
Il a participé aux championnats NASCAR, Champ Car, IMSA, Trans-Am et Grand-Am et court actuellement en Rolex Sports Car Series pour l'écurie Chip Ganassi Racing.
En mai 2011, il fait l'objet en compagnie de Memo Rojas et de Chip Ganassi d'un avis de recherche symbolique de la part des organisateurs du championnat Rolex Sports Car Series pour essayer de mettre fin à la série victorieuse qui dure depuis août 2010. Cette série se termine dès la course suivante sur le Virginia International Raceway.

## Biographie
Scott Pruett débute très tôt en karting mais n'obtiendra ses premières victoires importantes que dans les années 1980 en championnats IMSA GT et Trans-Am avec l'écurie Roush Racing.
Entre 1988 et 1999, il participe au CART où il remporte deux victoires en près de cent cinquante apparitions. Durant cette période, il remporte pour la première fois les 24 Heures de Daytona ainsi que son deuxième titre Tran-Am en 1994 avec l'écurie  Cunningham Racing. Puis fait un court passage en Winston Cup Series avant d'obtenir en 2003 son troisième titre en Trans-Am avec l'écurie Rocketsports Racing.
Depuis 2004, il est dans l'équipe Chip Ganassi Racing pour participer aux Rolex Sports Car Series.

## Palmarès

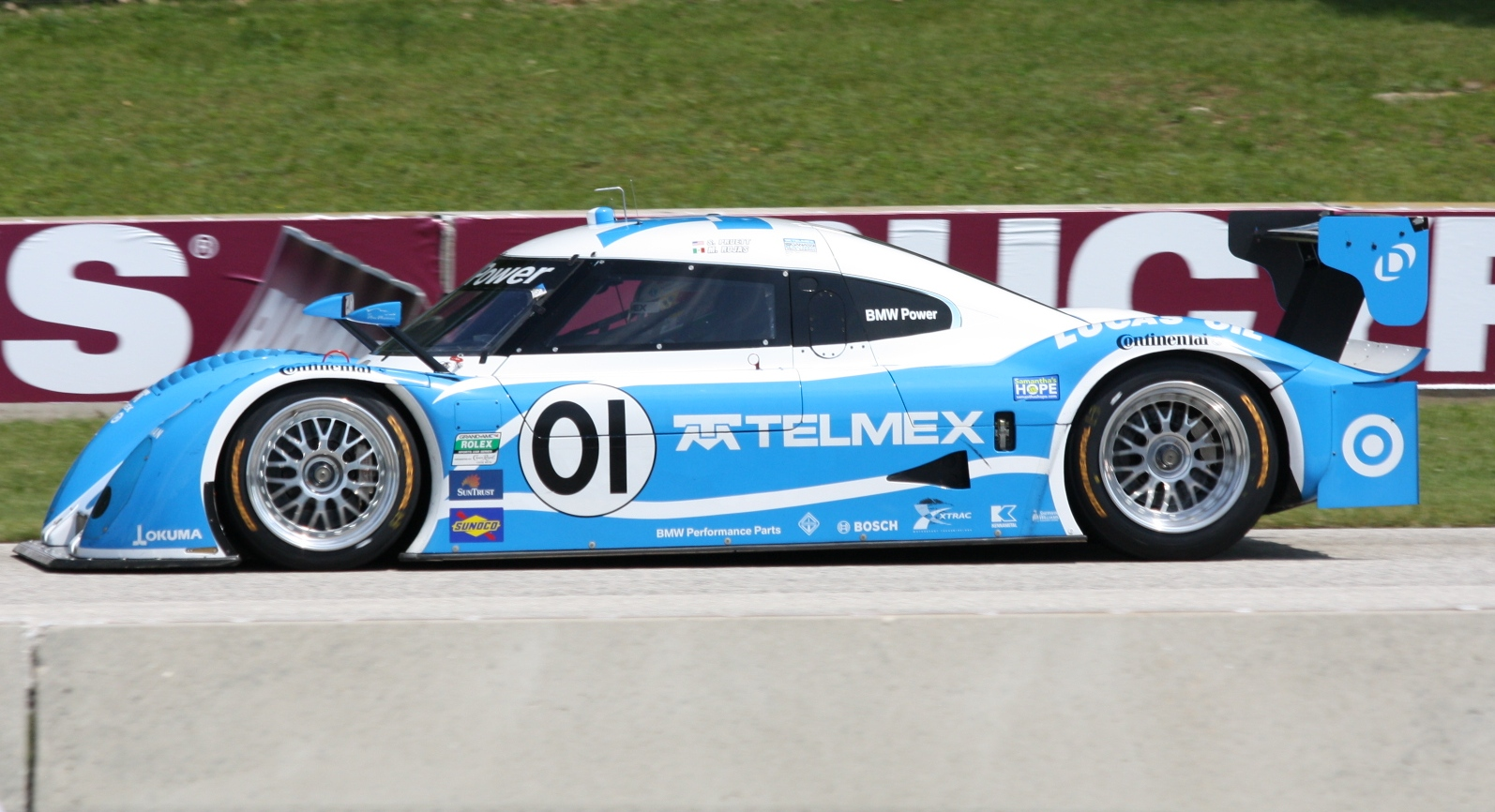
La Riley BMW 2011 du Chip Ganassi Racing

- Champion IMSA GT Endurance en 1986
- Champion IMSA GT dans la catégorie GTO en 1986 et 1988
- Vainqueur des 24 Heures de Daytona dans la catégorie GTO en 1987 et 1988
- Champion de Trans-Am Series en 1987, 1994 et 2003
- Rookie de l'année en Indianapolis 500 en 1989 en compagnie de Bernard Jourdain
- Vainqueur des 24 Heures de Daytona en 1994, 2007, 2008, 2011 et 2013
- Vainqueur de la catégorie GTS des 24 Heures du Mans 2001
- Vainqueur des 6 Heures de Watkins Glen en 2004 avec Max Papis puis en 2008, 2009 et 2010 avec Memo Rojas
- Vainqueur des Rolex Sports Car Series en 2004, 2008, 2010, 2011 et 2012
- Vainqueur du North American Endurance Championship en 2013 avec Memo Rojas[2]
- Vainqueur des 12 Heures de Sebring en 2014

## Résultats aux 24 Heures du Mans
| Année | Voiture                 | Équipe          | Équipiers                      | Résultat               |
| ----- | ----------------------- | --------------- | ------------------------------ | ---------------------- |
| 2001  | Chevrolet Corvette C5-R | Corvette Racing | Ron Fellows / Johnny O'Connell | 8e et vainqueur en GTS |